# 新民街道 (抚顺市)
新民街道，是中华人民共和国辽宁省抚顺市望花区下辖的一个乡镇级行政单位。2019年11月29日，撤销新民街道，将其所辖的洗化社区、昌盛社区行政区域划归和平街道管辖；凤城社区、台安社区、油研社区、乐园社区、灯塔社区和玫瑰城社区行政区域划归光明街道管辖。

## 行政区划
新民街道下辖以下地区：
油研社区、洗化社区、昌盛社区、凤城社区、台安社区、乐园社区、灯塔社区和玫瑰城社区。